# Valentina Grizodubova
Valentina Stepanovna Grizodubova (em russo:  Валентина Степановна Гризодубова, em ucraniano:  Валентина Степанівна Гризодубова Valentina Stepanivna Grizodubova; 10 de Maio de 1909, em Kharkov – 28 de abril de 1993, em Moscou) foi uma das primeiras pilotos femininas na União Soviética e foi premiada com o título de Heroína da União Soviética e Heroína do Trabalho Socialista.